# Дэвис, Энтони (снукерист)
Э́нтони Дэ́вис (англ. Anthony Davies; род. 6 декабря 1969, Кардифф) — валлийский бывший профессиональный игрок в снукер. Стал профессионалом в 1991 году, а лучшим результатом для Дэвиса является выход в четвертьфинал турнира Thailand Open (там же он сделал и свой высший брейк — 141 очко). Энтони три сезона находился в Топ-32, достигнув наилучшего рейтинга в 2002-м. Но после крайне неудачного сезона 2004/05 годов, в котором Дэвис выиграл всего один матч, его игра пошла на спад, и он завершил профессиональную карьеру в 2005 году. Сейчас Энтони — один из официальных тренеров в WPBSA.